# Казимирчак-Полонська Олена Іванівна
Олена Іванівна Казимирчак-Полонська (21 листопада 1902, Селець — 30 серпня 1992, Санкт-Петербург) — українська жінка-астроном.

## Життєпис

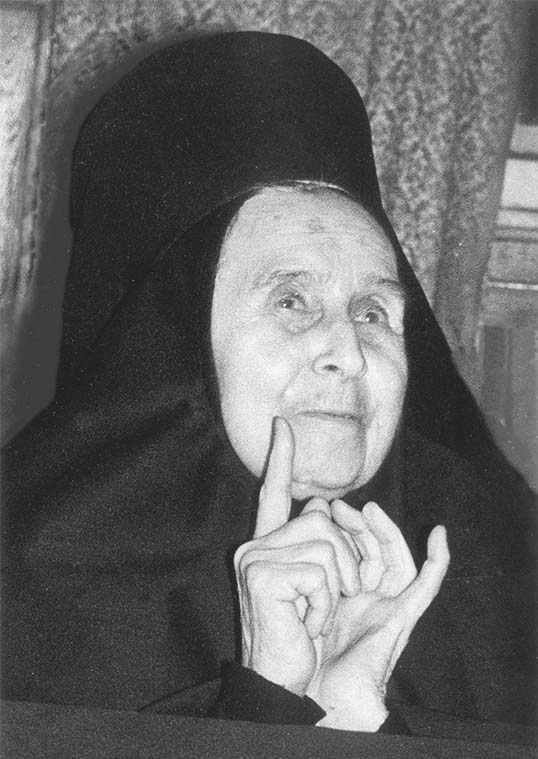
Черниця Олена читає лекцію в Ленінградській Духовній Академії. 1988

Казимирчак-Полонська Олена Іванівна народилася 21 листопада 1902 року у селі Селець Володимирського повіту Волинської губернії Російської імперії.
Впродовж 1922—1927 рр. навчалася на факультеті математики та природничих наук Львівського університету імені Яна Казимира. Після закінчення студій, залишилася працювати в університетській астрономічній обсерваторії під керівництвом знаного дослідника, астронома Марціна Ернеста (Marcin Ernest).
У 1932—1934 роках була позаштатною асистенткою Астрономічної обсерваторії Варшавського університету.
У 1936 р. Олена Казимирчак-Полонська одружилася із Леоном Казимирчаком. У травні 1937 р. в них народився син — Сергій.
З 1 січня 1940 р. прізвище О. Казимирчак-Полонської фігурувало у списках працівників кафедри астрономії природничого факультету Львівського університету імені Івана Франка. 17–22 жовтня 1940 р., разом із керівником кафедри Еуґеніушем Рибкою (Eugeniusz Rybka), брала участь в астрономічній науковій сесії у Києві, де ними був виголошений реферат про фотовізуальну фотометрію та спостереження біля Північного полюса.
З 1945 року викладала математику і астрономію у Херсонському педагогічному інституті.
В 1948 році стала науковою співробітницею, потім старшою науковою співробітницею Інституту теоретичної астрономії АН СРСР в Ленінграді.
У 1950 році захистила дисертацію на здобуття наукового ступеня кандидата фізико-математичних наук. За сумісництвом працювала штатною викладачкою у Ленінградський педагогічний інститут ім. М. Н. Покровського.
У листопаді 1951 року у зв'язку з кампанією «чисток» у боротьбі з «ворогами народу» звільнена з місця роботи під формальним приводом «скорочення штату». В 1952 році заарештована за підозрою в «шпигунській діяльності», з січня до серпня місяця перебувала у місцях ув'язнення МДБ СРСР. Була виправдана і відпущена на волю за відсутністю доказів.
У 1953—1956 роках була доцентом кафедри вищої математики Одеського педагогічного інституту ім. К. Д. Ушинського.
У 1956 році повернулася в Ленінград і продовжила працювати в Інституті теоретичної астрономії АН СРСР. У 1964 році стала членкинею Міжнародного астрономічного союзу.
У 1968 році захистила дисертацію і здобула науковий ступінь доктора фізико-математичних наук. У 1967—1985 роках брала активну участь в організації та проведенні всесоюзних і міжнародних астрономічних семінарів та симпозіумів. У 1976—1978 рр. була головою наукової групи з динаміки малих тіл при Астрономічній раді АН СРСР.
З 1970 року — активна членкиня товариства радянсько-польської дружби (зокрема, супроводжувала відомого польського піаніста Вітольда Малцужінського в його гастрольних поїздках в Ленінграді).
З 1972 року — почесна членкиня Всесоюзного товариства сліпих (зокрема, брала участь у виданні праць з вищої математики та програмування шрифтом Брайля).
У 1978 році ім'ям О. І. Казимирчак-Полонської названа мала планета № 2006 (Див: 2006 Полонська).
До кінця життя Олена Іванівна майже повністю втратила зір, але, маючи блискучу пам'ять, читала курс загальнодоступних лекцій про життя і творчість протоієрея Сергія Булгакова в Ленінградських духовних школах. Тексти своїх останніх наукових праць вона диктувала помічникам.
Померла 30 серпня 1992 року. Похована на кладовищі астрономів на території Пулковської обсерваторії під Санкт-Петербургом.

## Наукова діяльність
Основні роботи присвячені вивченню руху комет, зокрема еволюції їх орбіт. Особливу увагу приділяла короткоперіодичним кометам. Встановила, що характерними закономірностями руху таких комет є їхнє зближення з великими планетами, переважно з Юпітером. Досліджувала рухи 35 короткоперіодичних комет різних планетних сімейств з урахуванням їхніх збурень за час з 1660 по 2060 роки. Встановила, що низка комет із сімейств Сатурна й Урана захоплювалися Юпітером, визначила типи змін кометних орбіт. Детально досліджувала еволюцію орбіти комети Вольфа I, встановила при цьому вплив великих збуджень з боку Юпітера і негравітаційних ефектів. Показала, що вплив великих планет є основним чинником, що діє на трансформацію кометних орбіт. Дала переконливе обґрунтування гіпотези захоплення короткоперіодичних комет великими планетами і намітила загальні закономірності еволюції кометних орбіт, починаючи з майже параболічних і закінчуючи короткоперіодичними.
Роботи Казимирчак-Полонської були відмічені в 1968 році премією імені Ф.О.Бредіхіна АН СРСР, присудженої «за велику серію робіт за період 1961—1968 роках, присвячених побудові чисельних теорій рухів короткоперіодичних комет, проблемі еволюції їхніх орбіт у віковому масштабі й дослідження проходження комет».
З 1980 року активно працювала в області історії Російської Церкви і біблеїстики (оригінальні твори і переклади — О. І. Казимирчак-Полонська добре володіла польською, французькою і німецькою мовами). У 1987 році прийняла чернече постриження з ім'ям Олена.

## Публікації

### Наукові
- Казимирчак-Полонская Е. И. Обзор исследований тесных сближений короткопериодических комет с Юпитером (1770—1960) // Труды Института теоретической астрономии. — Вып. 7. — Л.: Изд-во АН СССР, 1961.— С. 19 -190.
- Казимирчак-Полонская Е. И., Беляев Н. А., Астапович И. С., Терентьева А. К. Исследование возмущённого движения метеорного роя Леонид // Астрономический журнал.— М., 1967. — Т. 44. — № 3. — С. 616—629.
- Kazimirchak-Polonskaja E.I., Beljaev N.A., Astapovich I.S., Terenteva А. К. Investigation of perturbed motion of the Leonid meteor stream. In «Physics and dynamics of meteors». —Eds. L. Kresak and P.M. Millman[en]. Dordrecht-Holland, 1968.— P. 449—475.
- Казимирчак-Полонская Е. И. Захват комет Юпитером и некоторые закономерности в вековой эволюции кометных орбит // Астрометрия и небесная механика. — М.-Л., 1978. — Вып.7.— С.340-383.
- Казимирчак-Полонская Е. И., Беляев Н. А., Чурюмов К. И. Ф. А. Бредихин — выдающийся пионер кометной астрономии // Новейшие достижения в теории комет и динамике малых тел Солнечной системы: Тематический сборник Астрономической секции ЦС ВАГО: Первые Бредихинские чтени. — М., 1986. — С. 6-11.

### Публіцистичні
- Елена (Казимирчак-Полонская), монахиня. Профессор протоиерей Сергий Булгаков (1871—1944) // Богословские труды.— М., 1986.— № 27. — С. 108—170, 173—194.
- Елена (Казимирчак-Полонская), монахиня. О действии благодати Божией в современном мире (записки православного миссионера): Сборник / Сост. В. Л. Нимбуев, О. Т. Ковалевская.— СПб.: Проспект, 1998.